# Аскольд (остров)
Аскольд — остров в заливе Петра Великого Японского моря, в 50 км к юго-востоку от Владивостока и в 40 км к западу от Находки. Известен как естественный питомник пятнистых оленей. Является объектом экотуризма. Среди туристов славится своим старинным маяком и заброшенной военной техникой (остатки артиллерийской батареи № 26). На острове есть месторождения золота и песков.

## История
Каких-либо сведений об острове до прихода туда русских в середине XIX века не сохранилось. Прибрежные материковые территории, возле которых расположен остров (территория современного Приморья), ввиду сурового климата и нехватки мест, пригодных для земледелия, были малонаселены. Какой-либо государственности на этих землях не существовало, хотя местное население находилось под частичным влиянием расположенных западнее маньчжуров (в прошлом — чжурчжэней), которые периодически отправляли туда свои отряды для сбора дани. Но из-за естественной преграды — хребта Сихотэ-Алинь — отделяющего Приморье от материка, не во все районы приморья данщики имели возможность добраться. В XIII—XIV веках монгольские правители Китая организовывали экспедиции на нижний Амур, а в XV веке несколько экспедиций туда же организовала Империя Мин. Но контроль, установленный ими над местным населением, был довольно номинальным и недолгим. После первых столкновений русских с отрядами Империи Цин в конце XVII века был заключён Нерчинский договор, который впервые документально закрепил территории Приморья за Китаем. Но двумя веками позже, ослабленный опиумными войнами Китай уступил эти территории Российской Империи. Айгунский договор и Пекинский трактат (1860) закрепили это документально. С этого момента остров Аскольд попал под российскую юрисдикцию.
Позднее[когда?] его заселили китайские золотоискатели и добытчики морской капусты, среди которых он был известен под названием Лефу. В 1855 году исследован британскими военными моряками, получил название Termination (англ. «конечный пункт» — имеется в виду конечный пункт съёмок побережья, начатых на западном берегу Уссурийского залива). Под этим именем помещён на карте, изданной в Великобритании в 1856 году. В 1859 году остров исследовали и описали моряки клипера «Стрелок», давшие ему имя «Маячный». Проливу, разделяющему острова, дали имя в честь одного из первых русских винтовых фрегатов «Аскольд». Почти посредине пролива расположился островок из подводных и надводных скал. Самая высокая достигает 40 метров. Они носят название камни Унковского. Скалы представляют большую навигационную опасность, и потому об их существовании моряков предупреждают два светящих навигационных знака.
Проводившая в 1862—1863 годах более подробное гидрографическое описание залива экспедиция подполковника В. М. Бабкина, посчитав, что название острова «Маячный» может ввести мореплавателей в заблуждение, дала ему название по проливу.
Расположенный на острове мыс Елагин назван по фамилии исследователя морей Дальнего Востока лейтенанта Льва Петровича Елагина (1841—1878).
В 1868 году остров стал местом кровавых стычек манз с посланными туда отрядами солдат.
В 1892 году командование крепости Владивосток решило создать на острове постоянный наблюдательный пост, связав его со штабом телеграфной линией. Но главной задачей, которую поставил штаб крепости перед аскольдовцами, было наблюдение за попытками японцев поставить перед проливом Босфор Восточный минные заграждения.
Туманы, постоянно закрывающие подходы к нему, закрывали видимость наблюдателям крепости. Своей выгнутой стороной остров обращён к северу, а южная сторона, обращённая к морю, образует бухту, которая носит имя клипера «Наездник». На её берегу расположен приисковый посёлок, построенный ещё в 1876 году золотопромышленником Кустером. Позднее на сопке появилась метеостанция. И девушкам-гидронаблюдателям приходилось четыре раза в день совершать прогулки по лестнице. Триста метров вниз, триста метров вверх. Для защиты острова от высадки десанта было сооружено несколько дотов. Но это считалось маловероятным, так как всё водное пространство перед ним обстреливала «Ворошиловская батарея».

### Пятнистые олени острова Аскольд
В 1874—1879 годах управляющим золотым прииском на острове Аскольд являлся Михаил Янковский. Хорошо изучив остров и его обитателей за 5 лет, он написал в своём очерке: 

Олени заселяли остров в прежнее время в громадном количестве, о чём свидетельствуют многочисленные пересекающие друг друга тропы, протоптанные в земле иногда до 8 дюймов глубиною, по всем крутым склонам гор и утесистым оврагам, служащим им любимым местом пребывания.— М. Янковский. «Остров Аскольд» (очерк, 1881 г.)
В 1874 году на острове оставалось приблизительно 60 оленей, остальные были истреблены (предположительно — хунхузами, контролировавшими манз, занимавшихся на острове золотодобычей), олени острова были на грани полного истребления. Но с приходом Янковского ситуация резко изменилась. Было создано аскольдинское охотничье общество, и выработан общий для всех охотников устав, который запрещал отстрел оленух, и строго ограничил сроки охоты (весной и летом охота запрещалась). Также, на острове были истреблены хищники. В результате принятых мер, к 1879 году число оленей выросло до 250 голов; с учётом того, что в зимы 1877/1878 и 1878/1879 г. отстреливалось по 50 голов. Согласно другому источнику, Янковский дополнительно завёз на остров большую партию оленей и занялся разведением стада, а к моменту окончания службы на прииске (сентябрь 1879 года) островное стадо достигло 3000 голов[неоднозначно][Противоречивый факт, нужны дополнительные источники].
С убытием Янковского, остров снова оказался в руках браконьеров и охота на оленей приняла бесконтрольной характер. Манзы отстреливали оленей для добывания пантов. На это обратил внимание Иван Алексеевич Бушуев (прокурор Владивостока с 1886 года), любитель охоты. В 1887 году в Южно-Уссурийский край прибыл великий князь Александр Михайлович Романов. Поохотившись на острове и ознакомившись с ситуацией, он предложил создать охотничье общество. В январе 1888 года по его инициативе, и при участии Бушуева, было открыто Владивостокское общество любителей охоты, с обязанностью заботы о воспроизведении стада. В состав общества вошли также такие влиятельные лица, как великий князь Кирилл Владимирович, принц Генрих Прусский, губернаторы Приморской области и Приамурского края. С этого момента остров Аскольд находился под надзором общества, право на охоту было только у членов общества и их отстрел удалось ограничить. Число оленей на острове в 1890-е достигало 4000 голов, о чём в своих трудах писал В. К. Арсеньев:

Лет пятнадцать тому назад [события повести происходили в 1907 году] здесь было до четырёх тысяч оленей. Вследствие браконьерства, глубоких снегов и прогрессивного ухудшения подножного корма животные стали быстро сокращаться в числе, и теперь на всём острове их насчитывается не более полутораста голов. Выбирая только кормовые травы, олени тем самым способствовали распространению по острову растений, негодных для корма. Полная изоляция и кровосмешение уменьшили плодовитость до минимума. Олени вымрут, если к ним не будет влита новая кровь с материка. Владивостокское общество любителей охоты, которому принадлежал тогда остров, мало думало об этом, и в настоящее время Аскольдский питомник на краю гибели.— Арсеньев В. К. «Дерсу Узала»
Несмотря на проведенные меры, браконьеры продолжали посещать остров, а в августе 1897 года они застрелили председателя общества Бушуева. После смерти Бушуева, борьбу с браконьерами продолжил инспектор Владивостокской таможни Ярышкин.
В 1905—1918 годах по приблизительным данным, численность оленей на острове составляла 2000—2500 голов (что расходится с числом в 150 голов, указанным В. К. Арсеньевым в «Дерсу Узала»). После гражданской войны (1917—1923) оленей осталось всего несколько десятков. Последующие 30 лет популяция оленей на острове составляла 300—350 голов. В 1964 и 1967 гг. на острове была организована советская научная экспедиция. Был проведен маршрутный учёт оленей, по данным которого была определена численность обитавших оленей в 350 голов. Из них 30-40 составляли взрослые самцы, 30 — шильники, 200 — самки старше года, и около 80 — телята. Взрослые самцы составляли 1/8 всего поголовья, что меньше, чем в популяциях материковых оленей. Возраст самцов не превышал 7 лет, самки встречались до 11 лет .
Питание оленей составляют 97 видов высших растений острова. Из них 34 вида — деревья и кустарники, 63 вида — травянистые растения. Из первых самые обильные и поедаемые на острове — граб и рододендрон. Виды деревьев, которые на материке составляют группу основных кормов материковых оленей, на острове давно объедены оленями и практически выпали из состава его питания. В многоснежные зимы олени выживают только за счёт веток рододендрона. Из трав основу питания составляют 7-8 видов: осоки, папоротники, полыни. Гон оленей острова происходит в более сжатые строки, чем в зверосовхозах. Начинается в конце сентября, заканчивается в начале ноября (те же сроки, что и у материковых оленей). Отел происходит в мае-июне.
Низкую численность оленей на острове связывают с обеднением кормовой базы. Вследствие былого перевыпаса оленей на острове, подрост и подлесок изрежены и находятся в плохом состоянии. Ввиду недостатка древесных кормов, олени уничтожают молодые поросли, препятствуя развитию подроста и подлеска. Поэтому, олени острова вынуждены питаться только подножными кормами. На острове часто случаются падежи пятнистых оленей, общая численность сохраняется на низком уровне.
С 1996 пятнистый олень занесён в Красный список Международного союза охраны природы в категории LC (англ. Least Concern — под наименьшей угрозой). Охраняется на территории острова (остров Аскольд ныне является заказником).

## География

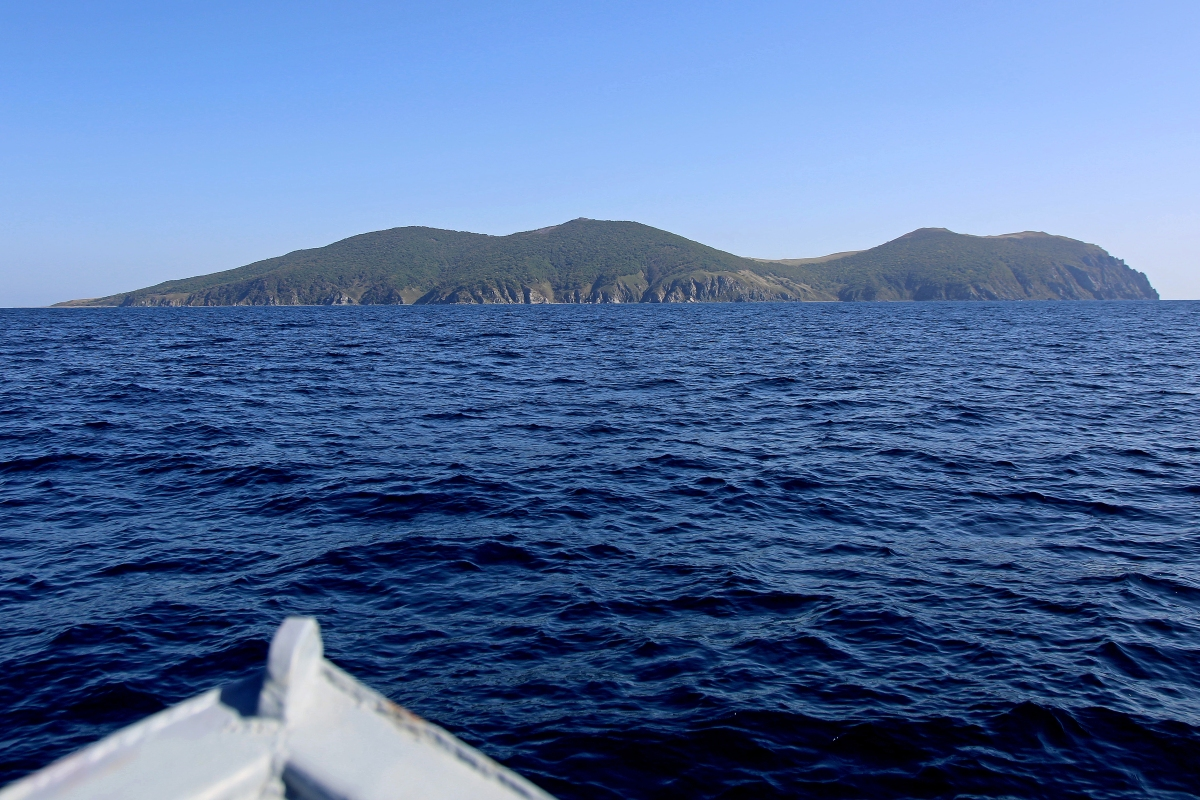
Остров Аскольд, 2017 год

Остров Аскольд административно относится к закрытому административно-территориальному образованию (ЗАТО) Фокино. Ближайшее расстояние до материка (мысы Майделя, Сысоева) — 3,7 морские мили (6,9 км). Ближайший населённый пункт — посёлок Дунай — расположен в 5,4 морских мили (10 км). Остров отделён от материка и от соседнего острова Путятина одноимённым проливом, шириной около 7 км. Постоянного населения нет, кроме смотрителей маяков и работников метеостанции. Площадь острова 1460 га или 14,6 км². Длина острова 5,6 км, ширина — 4,1 км. На юге остров имеет крупную бухту — Наездник, глубоко вдающуюся в остров, из-за чего очертания острова на карте напоминают подкову. На юго-восточном побережье имеется одноимённая бухта Юго-восточная. Остров горист, имеет три вершины более трёхсот метров высотой, самая высокая из которых достигает 358 м. Берега острова возвышенные, обрывистые. На острове два крупных ручья и несколько менее крупных водотоков.
Климат острова типичен для юга Приморья — муссонный, с характерной сменой летних южных морских ветров холодными зимними, дующими с материка. Средняя температура января −12,0 °C, августа +20,5 °C (по более старым измерениям средняя температура января −11,2; июля +18,6), что несколько теплее, чем во Владивостоке. Большинство осадков выпадает летом. В тёплое время года часты туманы. Снежный покров обычно невелик.
Большую часть острова покрывают широколиственные леса с преобладанием граба. В районе интенсивной рубки вблизи бухты Наездник эти леса сменились вторичными белоберезняками. Восточное побережье острова занято лугами и редколесьем. Верхняя часть хребта на острове покрыта дубовыми лесами с примесью граба, березы, липы, и других пород. По утверждению Михаила Янковского, на острове «можно встретить почти все виды лиственных деревьев и кустарников богатой флоры южноуссурийского края». Среди них — береза каменная, дуб монгольский, клён, бархатное дерево, барбарис, маньчжурский орех, дикая акация. Из хвойных встречается ель и реликтовый тис остроконечный (на вершинах гор).
На острове Аскольд представлено множество видов птиц и насекомых, некоторые из которых были впервые обнаружены именно на нём Михаилом Янковским. Множество птиц во время весенних и осенних перелётов избирают остров в качестве станции отдыха. Из млекопитающих на острове обитают пятнистые олени, несколько видов мышей, домашние крысы. Ранее обитали лисицы (истреблены в зиму 1874/1875 гг). Возле его берегов водятся нерпы, тюлени ларга и морские львы сивучи. Также, остров посещают летучие мыши и выдры. На острове и расположенных к северу от острова кекурах «Пять Пальцев» обитают большие колонии японских бакланов.

## Природные ресурсы
До перестройки на острове проводились геологоразведочные работы. Было разведано Аскольдовское месторождение коренного золота, площадью 1,63 км². Аскольдовское месторождение включает золоторудное месторождение, делювиально-техногенную, пляжную и прибрежно-морскую россыпи бухты Наездник. На лицензирование выставляются коренное месторождение золота и делювиально-техногенная россыпь. По состоянию на 01.01.2010 г запасы золота составляли — 250 кг, при среднем содержании золота 0,32 г/куб; запасы песков — 768 тыс. м³ (ЦКЗ, протокол № 11, 1979 г). Прогнозные ресурсы золота категории Р1 были оценены в количестве 9 т. (протокол НТС МПР России от 05.11.2003 г.). Пробность аскольдовского золота составляет 840—905.

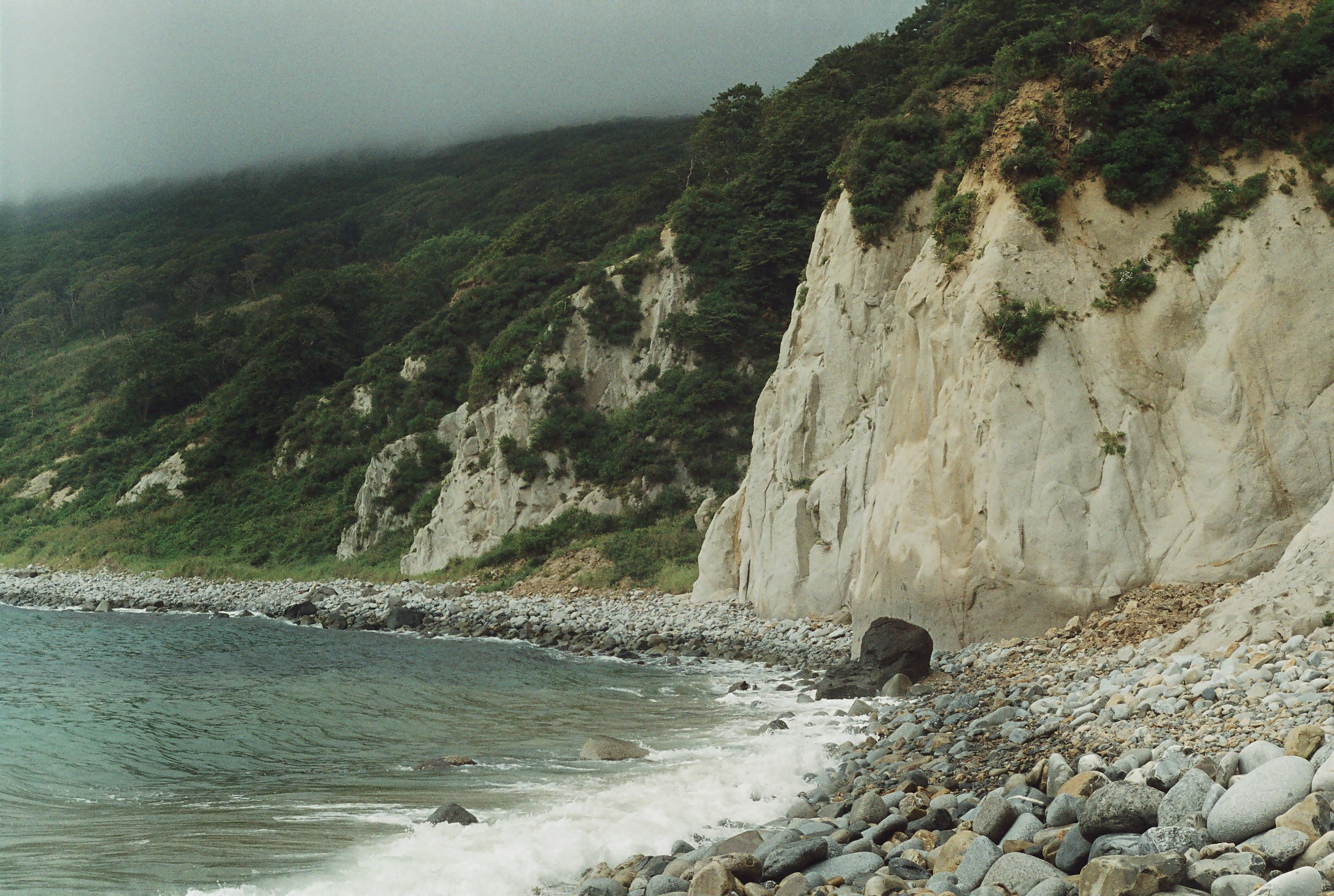
Побережье бух. Наездник на о. Аскольд

## Туризм
Благодаря уникальному географическому положению и природе, остров каждый год посещают сотни туристов. Но по сравнению со многими островами зал. Петра Великого и соседним островом Путятина это немного. На острове имеются заброшенные военные сооружения, штольни, есть старинное кладбище.
Круглый год на острове проживает семья маячника. Есть система подземных ходов которые представят интерес для диггеров. Также остров интересен для дайверов, благодаря прозрачной воде, большим глубинам, начинающимся недалеко от берега, изобилию подводной флоры и фауны. Пляжей на острове немного, пляжи преимущественно валунные и галечниковые. Главное богатство острова — его уединённость, труднодоступность, почти первозданная природа, чистота пляжей и отсутствие автомобилей, что делает его одним из немногих на юге Приморья мест, привлекательных для экотуристов и туристов-экстремалов.